# 宋洛乡
宋洛乡，是中华人民共和国湖北省神农架林区下辖的一个乡镇级行政单位。

## 行政区划
宋洛乡下辖以下地区：
宋洛社区、宋洛村、盘龙村、梨子坪村、后山坪村、西坡村、莲花村、长坊村和中岭村。